# Kapusta warzywna pastewna
Kapusta warzywna pastewna, zwana też kapustą pastewną lub głąbiastą (Brassica oleracea var. medullosa) – odmiana kapusty warzywnej. Jest to roślina dwuletnia należąca do rodziny kapustowatych. Występuje tylko w uprawie.

## Morfologia
ŁodygaWytwarza grubą, mięsistą łodygę o długości do 200 cm.
LiścieDuże, ogonkowe, skrętoległe.
KwiatyZebrane w kwiatostan – grono. Roślina obcopylna.
OwocePękająca łuszczyna. MTN – 4-7 g.

## Zastosowanie
- Roślina pastewna – używana jako pasza dla zwierząt.
- Liście do zawijania gołąbków (np. w Albanii).

## Wymagania klimatyczne i glebowe
- cieplne: znosi temperaturę do –15 stopni. Może być zbierana spod śniegu (grudzień).
- wodne: lubi wilgoć lub duże ilości opadów.
- glebowe: gleby żyzne.